# Dahira nili
Dahira nili là một loài bướm đêm thuộc họ Sphingidae. Loài này có ở Trung Quốc.
Nó gần giống loài Dahira taiwana.